# Reinhard Bredow
Reinhard Bredow (n. 6 aprilie 1947, Ilsenburg, Saxonia-Anhalt, Germania) este un sănier ce a reprezentat Germania, medaliat olimpic. A participat la două ediții ale Jocurilor Olimpice (1968, 1972) în care a câștigat o medalie de aur.